# Agrilus townsendi
Agrilus townsendi é uma espécie de inseto do género Agrilus, família Buprestidae, ordem Coleoptera.
Foi descrita cientificamente por Fall in Fall & Cockerell, 1907.